# 張丹 (羽毛球運動員)
張丹（1982年1月16日—），女，中國國家羽毛球隊羽毛球運動員，後轉為澳門選手。

## 簡歷
張丹原為中国国家羽毛球队成員，其後轉到澳門，並加入中國澳門羽毛球代表隊。2009年12月，她夥拍從小就一起接受訓練的張之博，出戰香港舉行的東亞運動會羽毛球比賽，先在準決賽淘汰中国的成淑/赵芸蕾，再在決賽中爆冷直落兩局擊敗中国另一对组合马晋/王晓理，為澳门奪得赛事的第八金面牌。
2010年11月，張丹代表中國澳門出戰廣州亞運會，參加羽毛球比賽的女子團體項目。惟按照参赛规程，选手須住满三年才将可参赛，故她的参赛资格最終被取消，澳門隊也决定退出比赛。
2011年，張丹受傷，拍檔張之博於是改與王榮出戰女雙。

## 主要比賽成績
只列出曾進入準決賽的國際賽事成績：
| 年份   | 賽事                 | 公開賽級別 | 項目     | 拍檔   | 成績   |
| ------ | -------------------- | ---------- | -------- | ------ | ------ |
| 2008年 | 中國羽毛球大師賽     | 超級賽     | 女子雙打 | 張之博 | 亞軍   |
| 2009年 | 澳門羽毛球黃金大獎賽 | 黃金大獎賽 | 女子雙打 | 張之博 | 準決賽 |
| 2009年 | 丹麥羽毛球超級賽     | 超級賽     | 女子雙打 | 張之博 | 準決賽 |
| 2010年 | 澳門羽毛球黃金大獎賽 | 黃金大獎賽 | 女子雙打 | 張之博 | 準決賽 |

| 2007-2017年 | 首要超級賽 | 超級賽 | 黃金大獎賽 | 大獎賽 | 國際挑戰賽 | 國際系列賽 | 未來系列賽 | 其他 |

### 奧運會和世錦賽參賽紀錄
|          | 搭檔   | 2005 |
| -------- | ------ | ---- |
| 女子雙打 | 张亚雯 | 季軍 |